# Torre de la Candela
La Torre de la Candela és una construcció defensiva i de vigilància del municipi de l'Aldea. És un bon exemple de torre de guaita o de senyals, que vigilava la desembocadura de l'Ebre. Està situada a la riba esquerre de l'Ebre, a mig camí entre el castell d'Amposta i la torre de Burjassénia. Situat dins d'una plana, forma part d'un petit complex de ramaderia. És una obra declarada bé cultural d'interès nacional.

## Descripció
Té una alçada d'uns 12-14 m i un diàmetre, a la base d'uns 4 m, i a la part alta uns 3 m. És d'una gran senzillesa: la part de la base (3-4 m d'alçada) té transformat el tronc de con original per les modificacions posteriors, i la part superior (uns 8 m d'alçada) és cilíndrica. A la part de la base no presenta cap element sobresortint (excepte els dos dipòsits d'aigua). A la part superior, uns metres més amunt dels dipòsits, hi ha una finestra rectangular molt desfeta, i a la part contrària es va fer una altra obertura (probablement l'antiga porta d'entrada), situada a la mateixa alçada dels dipòsits ja esmentats. El coronament de la torre és llis i bastant regular. L'aparell dels murs, de mamposteria, és bastant irregular. A la part baixa es veu bastant net però a la superior s'aprecien modificacions i reforçaments posteriors.
La porta d'accés, oberta a l'oest, és situada a 3,8 m del terra exterior. Aquesta obertura, amb una forma rectangular, és coberta per una llinda de pedra monolítica que té, a la part baixa, un lleuger encaix que sobresurt per a aguantar la porta de fusta. Hi ha una altra obertura situada una mica més amunt i oberta cap a sud, que és de datació moderna. Els murs són fets amb maçoneria. Foren bastits amb pedres de mida no gaire gran, sense desbastar, col·locades amb filades horitzontals. El coronament de la torre és, actualment, llis, sense cap merlet ni espitllera. Per les seves característiques és evident que es tracta d'una torre de guaita, segurament relacionada amb el castell d'Amposta. El podem datar cap al segle xiii, però no es pot rebutjar una possible datació en un moment anterior, com suggereix la documentació.

## Història
No existeixen notícies certes referents a aquesta torre, així, R. Miravall assenyala que es tracta d'un tipus de torre diferent al de les altres de la regió, probablement molt antiga, i que forma parella (complement) amb la torre castell d'Amposta, desapareguda; com el duet Torre de la Carova - Torre de Campredó. Sembla que aquestes quatre torres esmentades servien per a la vigilància d'una gorja uniforme per la qual entrava el mar dins el gran estuari antic.
La primera referència documental d'aquesta torre és del final de l'any 1153, any en què els templers renunciaren a la cinquena part que els corresponia al castell d'Amposta i a la torre de la Candela amb els seus termes, a favor de l'orde de l'Hospital, que ja havia rebut el districte de mans del comte de Barcelona Ramon Berenguer IV. La jurisdicció d'alguns indrets de l'esquerra de l'Ebre va estar contínuament a debat entre el Temple i l'Hospital. Un document de 1210, assenyala que un tal Sadurní tenia la Candela pel Temple. Més endavant, en data incerta del segle xiii, deuria retornar a l'Orde de l'Hospital com a resultat d'un dels arbitris que intentaren posar fi a les inacabables qüestions que van tenir ambdós ordes per causa dels límits del terme de Tortosa. El 1280 els hospitalers permutaren amb el rei l'Aldea, Amposta i la Candela per la vila d'Onda i altres indrets. El 1335 es documenta de nou la torre de la Candela.